# Kruiskerk (Hannover)
De Kruiskerk (Duits: Kreuzkirche) is een van de drie binnenstadskerken van Hannover. De andere twee zijn de Marktkerk en de Egidiuskerk. Samen vormden de kerken de protestantse Marktkirchengemeinde.

## Geschiedenis

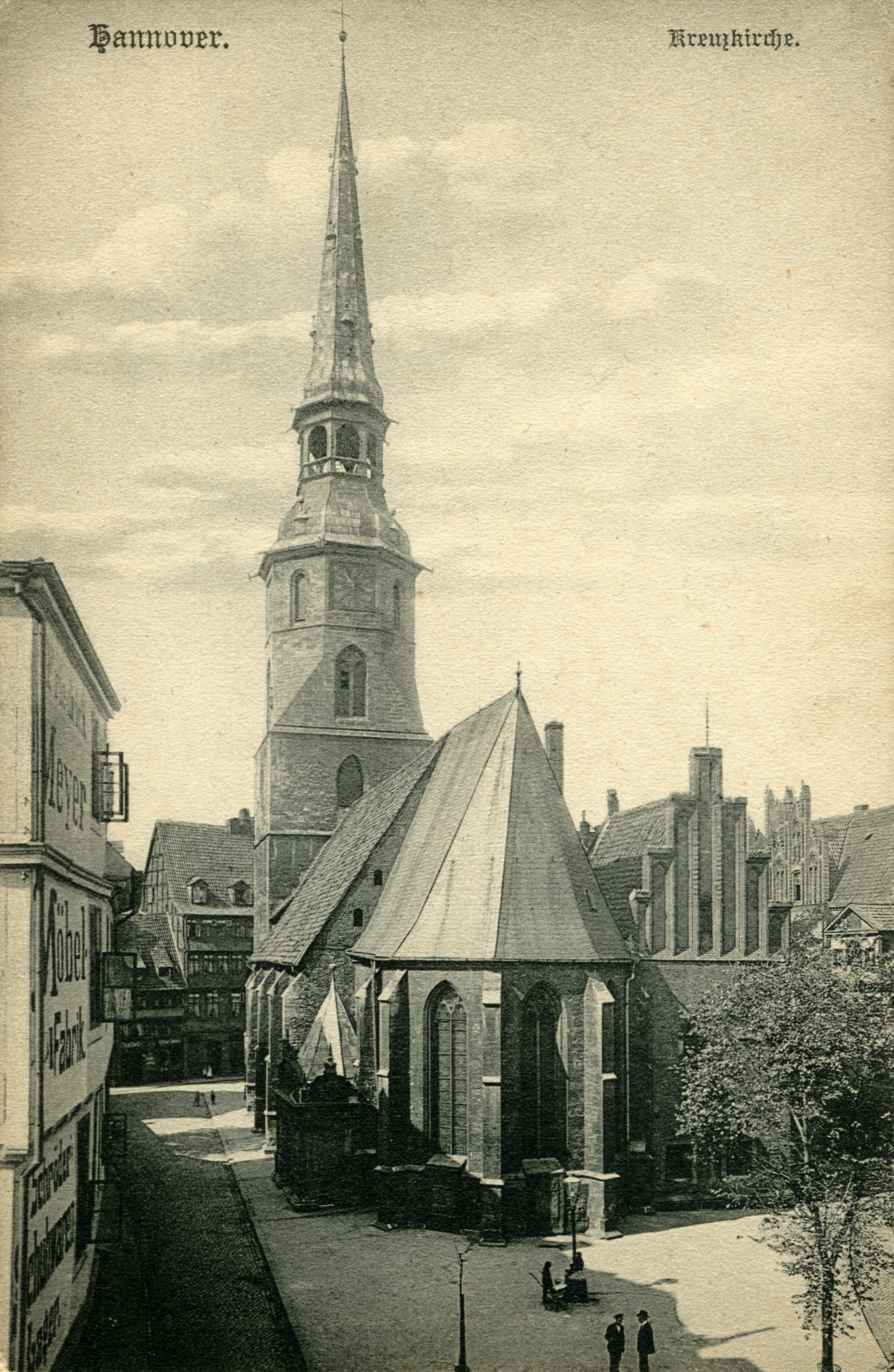
De Kruiskerk circa 1900 met rechts de gotische Annakapel

De huidige kerk werd in 1333 als St. Spiritus et Crucis gewijd in de vorm van een eenschepige, gotische kerk van vier traveeën met kruisgewelven en een koor met een 5/8 afsluiting. In de jaren 1496-1497 verrees aan de noordzijde van het kerkschip de Sint-Annakapel. In tegenstelling tot de kerk die van natuursteen was gebouwd, werd de Annakapel van baksteen van kloosterformaat (8 x13 x 28 cm) gebouwd. De oostelijke zijde van de Annakapel kreeg een gotische trapgevel. Hier bevindt zich tegenwoordig nog een steen met daarop een door twee engelen gedragen klaverblad, dat in het stadswapen van Hannover voorkomt.
In 1560 volgde een vergroting van de kerk. Na het opmetselen van zware pijlers tussen de vensters werd de noordelijke muur doorbroken. Zo werd een nieuw zijschip met een galerij gecreëerd. De muur naar de Annakapel werd eveneens doorbroken om er op de benedenverdieping de sacristie met een bibliotheek in te richten. In 1591 werd in de kapel een tussenverdieping gebouwd en op de oostelijke zijde een rond traptoren toegevoegd.
De torenspits van de Kruiskerk werd tijdens een storm in 1630 verwoest en in 1652-1653 op initiatief en met middelen van de bankier Johann Duve in barokke vorm herbouwd. Dezelfde Duve liet voor zichzelf in 1655 aan de zuidelijke zijde van het koor een eigen grafkapel met een rijk gedecoreerde gevel bouwen. Het interieur van de Kruiskerk, die ooit wel 19 altaren telde, werd in de loop der eeuwen herhaaldelijk heringericht. In 1594 werd een stenen renaissance kansel geplaatst. Deze kansel werd echter al in 1658 weer uitgebouwd en kwam later terecht in de kerk van Lauenau.
In 1822-1823 werd een groot deel van de nog resterende middeleeuwse voorwerpen verkocht of vernietigd. In de Tweede Wereldoorlog gingen het orgel, de rijk bewerkte kansel uit 1758 van Johann Paul Heumann 1758 en de neogotieke voorwerpen verloren. Alleen het doopvont bleef bewaard.
In 1943 werd de Kruiskerk tijdens een grote luchtaanval op Hannover tot op de muren, het dakgestoelte en de Duvekapel verwoest. Tussen 1959-1961 vond herbouw plaats, waarbij werd afgezien van de herbouw van het zijschip en de Annakapel. Omdat er niet werd besloten tot de herbouw van de Slotkerk, werd de Kruiskerk in 1960 aan de Slotkerkgemeente overgedragen als nieuw kerkgebouw. Sindsdien wordt de kerk "Slot- en Stadskerk St. Crucis" (Schloss- und Stadtkirche St. Crucis) genoemd. Aan de noordzijde werd in 1961 op de plaats van de vroegere Annakapel een kleine sacristie toegevoegd, dat tot 1995 dienstdeed als kerkgebouw voor de Servisch-orthodoxe gemeente van de heilige Sava.

## Interieur
Het interieur van de Kruiskerk is eenvoudig. Het altaarschilderstuk van Lucas Cranach de Oudere (voor 1537) vormt het belangrijkste kunstwerk. Het achthoekige, door drie knielende mannen gedragen, bronzen doopvont dateert uit 1410 en werd waarschijnlijk in Hildesheim gemaakt. Het doopvont toont de kruisiging en heiligen. De drie kroonluchters werden in de 17e en 18e eeuw van messing gegoten. Ze hingen voor de oorlog in de Egidiuskerk en werden nog op tijd voor de bombardementen uit de kerk gehaald en opgeslagen. Aan de muren zijn enkele vermeldenswaardige epitafen aangebracht. Twee daarvan zijn middeleeuws. Het epitaaf van de hoofdman Dietrich von Rinteln († 1321) toont in een kader van gotisch schrift de overledene in een lange mantel met wapenschip. Het is het oudste grafmonument van Hannover. Het andere grafmonument is van de hoofdman Johannes von Stenhus († 1332) en zijn echtgenote Hildegardis († 1335) samen met hun zonen en dochters. Het is het eerste grafmonument met de voorstelling van een gezin in Duitsland. De afgebeelde personen hebben individuele kenmerken en zijn op leeftijd ingedeeld. De epitafen werden in 1949 onder het puin van het Leineslot gevonden en zijn afkomstig uit de in de Tweede Wereldoorlog verwoestte en later afgebroken Slotkerk. Indrukwekkend is ook het epitaaf van de koopman Berendt Duve, een neef van de bankier Johann Duve. In het familiewapen is tweemaal de duif (Duve is nederduits voor het woord duif) te herkennen. Delen van de middeleeuwse grafkelders, waar historische knekelvondsten in Hannover bewaard worden, zijn nog aanwezig en dienden in de Tweede Wereldoorlog als schuilkelders.

## Orgel
Het neobarokke orgel werd in 1965 door Emil Hammer Orgelbouw gebouwd en door de orgelbouwer Jörg Bente in 2011 gerenoveerd en verbeterd. Het orgel bezit 34 registers verdeeld over drie manualen en pedaal. De speeltracturen zijn mechanisch, de registertracturen zijn elektrisch.